# Senedd Cymru
Senedd Cymru é o nome em galês para o Parlamento do País de Gales (em inglês britânico: Welsh Parliament). É um parlamento devolvido com poderes para legislar no território galês. Cada um dos 60 deputados que compõem o Parlamento é conhecido como Membro do Senedd, ou seja, MS (em galês: Aelod o'r Senedd, ou AS; em inglês: Member of the Senedd). Os deputados são eleitos por quatro anos pelo sistema de representação proporcional mista, onde quarenta MSs representam distritos eleitorais geográficos eleitos pelo sistema de pluralidade, e vinte MSs das cinco regiões eleitorais usando o método d'Hondt de representação proporcional. Antes de maio de 2020, o Parlamento chamava-se Assembleia Nacional do País de Gales (Cynulliad Cenedlaethol Cymru, em galês; National Assembly of Wales, em inglês).
Após um referendo, em 1997, a Assembleia foi criada pelo Ato de Governo do País de Gales de 1998. A maior parte das competências do Welsh Office e Secretaria de Estado para o País de Gales foram transferidas para a Assembleia. Quando foi criada, a Assembleia não tinha poderes para criar leis. Contudo, em virtude do Ato de Governo do País de Gales de 2006, o atual Parlamento Galês tem poderes para legislar em algumas áreas, embora ainda sujeita ao veto do Secretário de Estado ou do Parlamento.
Em 2019 nasceu a associação YesCymru, que torce pela independencia de Gales.

## Grupos parlamentares
| Partido | Partido             | Ideologia            | Espectro        | Mandatos |
| ------- | ------------------- | -------------------- | --------------- | -------- |
|         | Partido Trabalhista | Social-democracia    | Centro-esquerda | 29 / 60  |
|         | Partido Conservador | Conservadorismo      | Centro-direita  | 10 / 60  |
|         | Plaid Cymru         | Nacionalismo galês   | Centro-esquerda | 10 / 60  |
|         | Partido Brexit      | Populismo de direita | Direita         | 4 / 60   |
|         | UKIP                | Populismo de direita | Direita         | 1 / 60   |
|         | Liberal Democratas  | Liberalismo          | Centro          | 1 / 60   |
|         | Independentes       | -                    | -               | 5 / 60   |